# Duncan Grant

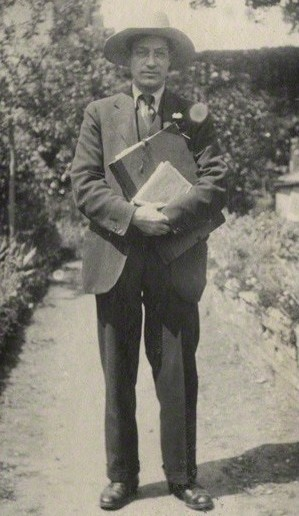
Duncan Grant, 1922

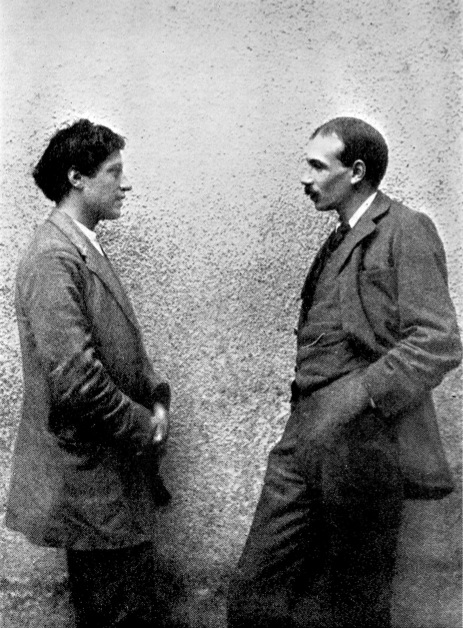
Duncan Grant (links) und John Maynard Keynes, vor 1913

Duncan James Corrowr Grant (* 21. Januar 1885 in Rothiemurchus, Inverness-shire, Schottland; † 8. Mai 1978 in Aldermaston, Berkshire, England) war ein britischer Maler und ein Mitglied der Bloomsbury Group und des New English Art Club. Er war einer der ersten britischen Maler, die unter dem Einfluss der Arbeiten von Paul Cézanne und der Fauves standen. Sein Werk ist dem Post-Impressionismus zuzurechnen.

## Leben
Grant kam in Rothiemurchus (Schottland) zur Welt. Er war der Sohn von Major Bartl Grant (1858–1924) und lebte als Kind eine Zeit lang in Indien. Nach der Schule studierte er Kunst an der Slade School of Fine Art sowie in Italien und Paris. Seine Arbeit war vor allem beeinflusst vom Maler (und Bloomsbury-Mitglied) Roger Fry, mit dem er auch zusammenarbeitete, so war er Kodirektor der von Fry 1913 gegründeten Künstlerwerkstatt Omega Workshops. Neben seiner Landschaftsmalerei und Porträtmalerei beschäftigte sich Grant auch mit Keramik- und Textildesign und arbeitete als Bühnenausstatter. In den 1920er Jahren wurde er wie auch Stanley Spencer, Paul Nash und Mark Gertler Mitglied im New English Art Club.

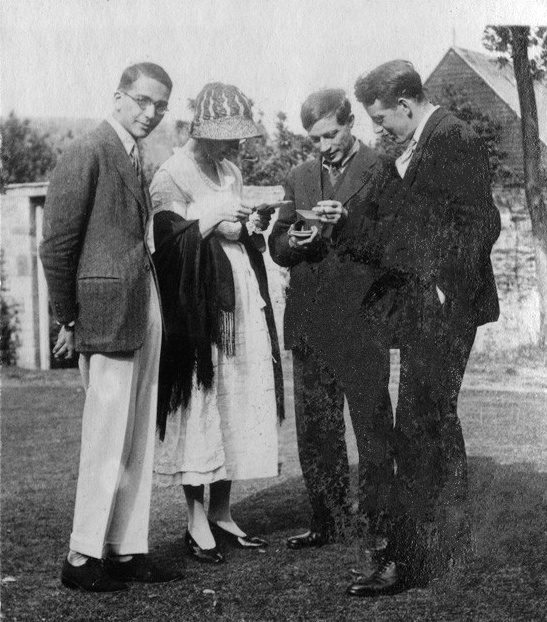
Von links nach rechts: Jean de Menasce, Vanessa Bell, Duncan Grant und Eric Siepmann; fotografiert von Lady Ottoline Morrell, 1922

Er war ein Cousin von Lytton und James Strachey, durch die er die Mitglieder der Bloomsbury Group kennenlernte. Bekannt für sein liebenswürdiges Wesen, war er unter anderem ein guter Freund von Rupert Brooke und George Mallory und der Liebhaber von John Maynard Keynes, wie auch von David Garnett.
Trotz seiner Homosexualität zog er kurz vor dem Beginn des Ersten Weltkrieges mit der Malerin Vanessa Bell, der Schwester Virginia Woolfs zusammen. 1916 mieteten sie ein Haus namens Charleston in der Nähe von Firle, Sussex, das sie selbst ausgestalteten und wo sie auch ihre Ateliers hatten.
Man nimmt an, dass seine intime Beziehung mit Vanessa Bell schon vor der Geburt der gemeinsamen Tochter Angelica (1918–2012) ihr Ende gefunden hat.
1932 gab der Kunsthistoriker und Museumsdirektor Kenneth Clark das bedeutende emanzipatorische Kunstwerk  Tafelservice berühmter Frauen bei ihr und Grant in Auftrag, das sie zwischen 1932 und 1934 verwirklichten.
Grant und Bell wohnten bis zu Vanessas Bells Tod im Jahre 1961 zusammen. Diese Lebensgemeinschaft hinderte Grant nicht daran, seine Beziehungen zu Männern fortzuführen.
1978 starb Grant im Hause des Dichters Paul Roche (1916–2007), den er seit 1946 gekannt und der sich hingebungsvoll um ihn gekümmert hatte.